# 馬場虎貞
馬場虎貞（1490年－1529年）是日本戰國時代武將。甲斐武田氏的家臣。受領名是伊豆守。

## 經歷
仕於甲斐國的戰國大名武田信虎。由信虎的名字中受領「虎」的一字並成為重臣，但是在享祿2年因為向信虎勸諫討伐一族的加賀美虎光一事而觸怒信虎，與內藤虎資、山縣虎清、工藤虎豐等一同受到處刑。內藤家由虎豐的次男工藤祐長繼承並改名為內藤昌豐，山縣家由武田家的重臣飯富虎昌的弟弟（或姪）飯富源四郎繼承並改名為山縣昌景。
馬場氏在後來由教來石景政繼承並改名為馬場信春。